# 112 Ocean Avenue

A casa Amityville, ainda com as janelas de lua crescente. Em novembro de 1973

112 Ocean Avenue, Amityville, Long Island, Nova Iorque, Estados Unidos, é uma casa de estilo colonial holandês, construído nos anos vinte. Em 1974, foi palco de assassinato brutal, de seis membros da família DeFeo, o responsável pelos assassinatos foi o irmão mais velho, Ronald "Butch", mas quem teve a ideia inicial foi sua irmã de 18 anos. No ano seguinte, a família Lutz, após somente 28 dias de estadia na casa, fugiram, apavorados, dizendo que a casa era mal-assombrada. Esses eventos, produziram uma rica coleção de histórias sobre a investigação de supostas ocorrências paranormais. Causando então a, inspiração de vários romances como o Horror em Amityville (1977) por Jay Anson, o Assassinato em Amityville (1979) e o mais atual lançado no ano de 2017, Amitivylle o Despertar, dirigido por Franck Khalfoun.

## História
Ao contrário de várias hipóteses, de a construção da casa ser em cima de antigos cemitérios indígenas, ou de casas de bruxas, estas terras eram simplesmente uma parte das casas construídas na propriedade de antigos colonos irlandeses do final do século XVII, sob o controle administrativo do próximo Huntington.
A atual casa foi construída em 1924 por João Moynahan, para acomodar sua família, sobre as ruínas de uma já preexistente da casa. Outros casas vizinhas foram construídas no mesmo estilo, sendo parte de uma grande área residencial, inserido em um dos fiordes da Grande baía sul, em Amityville, a uma curta distância da Amizade Porto, na costa sul de Long Island.
No dia 17 de outubro de 1960, Eileen Fitzgerald, filha de Moynahan, vendeu a casa para os cônjuges José e Maria Riley.
No dia 28 de junho de 1965, Riley vendeu a casa para os DeFeo, uma família católica do Brooklyn e distante ascendência italiana, composta por pai, mãe, três filhos e duas filhas. Um dos filhos, Ronald, que era extremamente violento e anti-social, fazia uso de LSD e heroína e tinha ainda contínuas desavenças com o pai, que o ameaça de morte. Às 3:15, na noite de 13 de novembro de 1974 , aos vinte e três anos, Ronald DeFeo Jr. matou seis membros de sua família a tiros.
Ronald DeFeo foi condenado por assassinato em segundo grau em novembro de 1975 e sentenciado a seis penas de 25 anos a prisão perpétua. DeFeo morreu sob custódia em março de 2021.
No dia 18 de dezembro de 1975, a família Lutz, formada por pai, mãe e três filhos,  compraram a casa que estava a venda, e no dia 14 de janeiro de 1976, depois de 28 dias de estadia, toda a família fugiu apavorada no meio da noite.
Em 24 de fevereiro de 1976, os demonologistas Ed e Lorraine Warren, acompanhados por uma equipe de televisão, começaram a fazer estudos na casa. [carece de fontes?]
Em 6 de março de 1976, os Warren entraram na casa, com uma equipe de auto-denominados peritos do paranormal e também um repórter. Durante uma sessão espírita uma pessoa sentiu-se mal, e saiu da sala, e o outro se queixou de que teve uma taquicardia. Por volta das 3:15, Lorraine disse que percebeu uma entidade tão terrível que "parecia vir das entranhas da terra".
Em 13 de janeiro de 1977, o professor Hans Holzer, escritor e especialista em paranormal, com Ethel Johnson-Myers visitaram a casa. O médium foi afirmou que a casa havia sido construída sobre um cemitério indígena. Em 18 de março de 1977, Jim e Barbara Cromarty compraram a casa, para afastar os curiosos, o casal mudou o endereço para 108 Ocean Avenue. No entanto, a casa continuou a atrair diversos turistas, tanto que os Cromatry tiveram que abandonar o local e deixar a casa vazia a partir de 1979 até 1987, ano em que eles conseguiram vendê-la.
No dia 17 de agosto de 1987, a casa foi comprada pelos cônjuges, Pedro e Joana O'neil, pelo preço aumentado quase seis vezes, um valor que não está diretamente ligada à fama de terror, mas várias melhorias e reformas que os Cromatry fez, além do aumento maciço no mercado de construção, em Long Island. Foram os O'neil que alteraram as duas janelas superiores que chamavam a atenção da casa, para janelas quadradas, além de preencher a ex-piscina dos DeFeo. O'neil viveu lá por dez anos, sem qualquer problema.
Em 10 de junho de 1997, Brian Wilson comprou a casa de O'neil e, em seguida, ele realizou as obras de reforço estrutural da casa de barcos e também adicionou um deck na parte de trás da casa. Em 2010, finalmente, a casa foi comprada a um preço três vezes superior em comparação com a década de Noventa, por Caroline e David D'antonio, o último membro da Sociedade de História e Museu de Amityville.
Em junho de 2016, após a morte de seu antigo proprietário David D'antonio, a casa foi posta à venda pelo valor de $850,000. Em 9 de fevereiro de 2017, depois de passar 165 dias no mercado, a casa foi arrematada pelo preço de $605,000. Os corretores responsáveis pelo negócio se recusaram a comentar sobre quaisquer detalhes e os compradores não foram identificados.

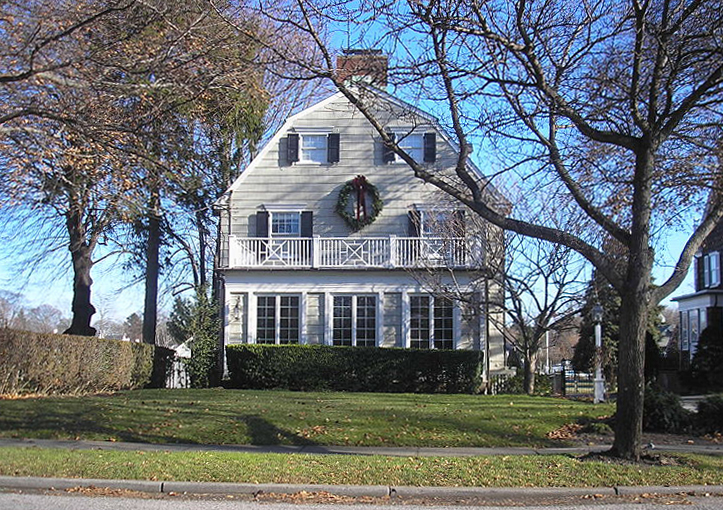
112, Ocean Avenue atualmente, (foto 2005)

## A assombração na casa

### De acordo com Ronald DeFeo Jr
Conforme relatado por Ronald DeFeo Jr. durante o processo e inúmeras entrevistas, durante seus anos na casa, várias coisas estranhas aconteceram:
- Os canos da casa explodiram do solo.
- Certo dia, a família contatou um padre para exorcizar a casa. Durante o ritual, as portas começaram a bater e as velas a tremer.

Na noite em que Ronald DeFeo Jr. matou sua família, ninguém (da família, o cão e vizinhos) ouviu o barulho dos tiros de rifle. Até a data de hoje, ninguém descobriu como isso foi possível, mas constatou-se que os membros da família DeFeo não tinham sido drogados ou estavam sob o efeito de drogas e que o Ronald não fez uso de um silenciador.

### De acordo com o casal Lutz
- Logo após a aquisição da casa, a sra. Lutz chamou um religioso, o Padre Ralph Pecoraro, para benzer a casa. Enquanto ele estava abençoando-os, no piso superior da sala, o sacerdote recebeu um tapa na cara por algo invisível, e ouviu uma voz gritar.
- Havia um cheiro misterioso que infestava a casa.
- Uma estranha substância verde, na forma de gel saia das paredes.
- A água da descarga descia preta.
- Enxames de moscas muitas vezes foram encontradas no quarto de costura, o quarto em que o Padre Ralph Pecoraro tinha ouvido a voz intimando-o a sair.
- Estranhas gotas pretas, semelhantes a mucos nasais saíam dos buracos das fechaduras.
- George começou a acordar todas as noites às 3:15, o horário aproximado do assassinato dos DeFeo.
- Kathy começou a ter pesadelos, entre eles, reviver o fantasma da Sra. DeFeo. Kathy foi capaz também de dizer com precisão os pontos de entrada e saída das balas que atingiram a mulher.
- As crianças começaram a brigar violentamente entre si.
- Os Lutz começaram a ouvir passos ao redor da casa.
- No meio da noite, ouvia-se o portão principal bater.
- Quando os Lutz convidaram as pessoas para visitar seu novo lar, muitos dos convidados eram testemunhas desses ruídos estranhos, vindo da cozinha "Nós perguntamos-lhes se eles tinham ouvido os passos e, em seguida, subi as escadas para ver se eram as crianças, mas elas já estavam dormindo."
- Um amigo dos Lutz, aconselhou-os a abrir todas as janelas e, em seguida, caminhar ao redor da casa com um crucifixo, e a recitação de orações. Os Lutz decidiram experimentar, mas enquanto eles estavam orando, eles ouviam vozes gritando para eles pararem.
- Um dia, enquanto Kathy estava na cozinha, ela sentiu uma presença abraçando-a, de repente, por trás.
- Kathy disse ter visto algo ou alguém a observando da janela, no meio da noite.
- Sombras foram vistas se movendo ao redor da casa.
- Em vários momentos George e Kathy perceberam que sua filha havia começado a interagir com um amigo imaginário chamado Jodie. A menina descreveu Jodie como um leitão.
- Certa noite, George entrou no quarto de Missy e viu olhos vermelhos espiando-o do lado de fora da janela. Na manhã seguinte, ele encontrou pegadas de cabra, na neve que havia em frente a casa.
- Certa noite, George acordou e viu sua mulher levitando.
- Três vezes, George sentiu muitos instrumentos musicais no salão: ele se levantou da cama, desceu para a sala, acendeu a luz, e percebeu, com horror, que os móveis tinham sido movidos contra as paredes e o tapete enrolado como se tivesse que dar mais espaço para uma banda de músicos ou dançarinos.
- Os eventos que aconteceram no último dia na casa, ainda são conflitantes. George Lutz sempre se recusou a falar sobre esse dia mesmo que muitos pedissem para que ele contasse. Ele diz: "as coisas que aconteceram naquele dia, nunca foram ditas. Nunca deve ser dito." Ainda sim, algumas informações vazaram: a temperatura no interior da casa teria ido do frio para o quente, foram ouvidos estranhos tiros e as partes interiores da casa pareciam se mover enquanto ouvia-se ruídos de choro. Além disso, George teria encontrado uma figura de capuz, no segundo andar, que ficou sem se mover, apontando em direção a ele.

### De acordo com o casal demonologista Warren
- Na cozinha, ele viu sombras com milhares de pontos de luz. Essas sombras tentaram puxar ele para o chão. A Sra. Warren se apoiou na religião para resistir aos fenômenos da casa, mandando que o espírito saísse. Imediatamente teve uma sensação de algo tentando se levantar da terra, e percebeu que o que havia na casa era realmente maligno.
- Lorraine foi tomada de pânico antes mesmo de entrar na casa, então, entrou em contato com alguns amigos, sacerdotes, pedindo-lhes para acompanhá-la "espiritualmente" na casa.
- Quando ela subiu para o segundo andar, Lorraine sentiu uma enorme torrente de forças que vinham de encontro a ela, enquanto a energia da casa se tornava muito pesada.
- Na entrada para o quarto de Missy Lutz, Lorraine percebeu que os móveis que estavam no quarto eram os mesmos de quando as irmãs DeFeo haviam sido mortas.
- No terceiro andar, Lorraine viu um demônio em forma do Sr. Ronald Joseph DeFeo. Esse encontro teria sido tão terrível, que ela se convenceu de que não havia nada que pudesse ser feito para que o demônio saísse da casa.

### Artigos populares
Existem muitas lendas e itens populares sobre a casa de 112 Ocean Avenue. Quase todos esses itens vieram à tona somente após os relatos dos Lutz.
Aqui estão alguns exemplos:
- Alguns membros de uma equipe de televisão tiveram doenças, além de problemas técnicos.
- Em 1997, um homem que vivia na casa, tentou matar sua esposa. Ele disse que havia visto um "espírito de demônio".
- Uma família construiu uma réplica exata da casa, e obtiveram eventos paranormais.
- Uma mãe infanticídio de Amityville acusou os demônios de suas ações.
- Batendo à porta do 112 Ocean Avenue, uma pessoa poderia cair em coma por dois meses.
- Todos os habitantes após o Lutz seriam satanistas, portanto, eram imunizados contra os maus espíritos.
- Cada pessoa que quisesse comprar a casa era obrigado a assinar um papel com o qual concordava em não falar sobre os eventos paranormais dentro da mesma.
- Durante uma noite na casa de Cromarty, um dos convidados perguntou o que eles achavam do livro de Jay Anson. Uma janela no primeiro andar, fechou por si só, aparentemente mostrando o descontentamento da casa.

## Proprietários
| Datas                                           | Proprietários              |
| ----------------------------------------------- | -------------------------- |
| 14 De Janeiro De 1924 - Janeiro De 1960         | John& Catherine Moynahan   |
| Janeiro De 1960 - 17 De Outubro De 1960         | Eileen Moynahan Fitzgerald |
| 17 De Outubro De 1960 - 28 De Junho De 1965     | Joseph E Mary Riley        |
| 28 De Junho De 1965 - 13 De Novembro De 1974    | Ronald E Louise DeFeo      |
| 13 De Novembro De 1974 - 18 De Dezembro De 1975 | Vaga                       |
| 18 De Dezembro De 1975 - 29 De Agosto De 1976   | George E Kathleen Lutz     |
| 30 De agosto De 1976 - 18 De março De 1977      | Vaga                       |
| 18 De março De 1977 - 17 De agosto De 1987      | Jim & Barbara Cromarty     |
| 17 De Agosto De 1987 - 10 De Junho De 1997      | Peter & Jeanne O'Neill     |
| 10 De Junho De 1997 - Agosto De 2010            | Brian Wilson               |
| Agosto De 2010 - 9 De Fevereiro De 2017         | David & Caroline D'antonio |
| 9 De Fevereiro de 2017 - Atualmente             | Não revelado               |

## No cinema
Os eventos da casa de 112 Ocean Avenue, inspiraram muitos filmes:
| Filme                                                                  | Ano                     | Diretor           | Sceneggiatore                              |
| ---------------------------------------------------------------------- | ----------------------- | ----------------- | ------------------------------------------ |
| Amityville Horror (The Amityville Horror)                              | 27 de Julho de 1979     | Stuart Rosenberg  | Sandor Stern                               |
| Amityville Possession (Amityville II: The Possession)                  | 24 de Setembro de 1982  | Damiano Damiani   | Tommy Lee Wallace                          |
| Amityville 3D (Amityville 3-D)                                         | 18 de Novembro de 1983  | Richard Fleischer | William Wales                              |
| Amityville Horror - La fuga del diavolo (Amityville: The Evil Escapes) | 12 de Maio de 1989      | Sandor Stern      | Sandor Stern                               |
| Amityville - Il ritorno (The Amityville Curse)                         | 7 de Maio de 1990       | Tom Berry         | Michael Krueger, Doug Olson & Norvell Rose |
| Amityville 1992: It's About Time                                       | 16 de Julho de 1992     | Tony Randel       | Christopher DeFaria & Antonio Toro         |
| Amityville: A New Generation                                           | 29 Setembro de 1993     | John Murlowski    | Christopher DeFaria & Antonio Toro         |
| Amityville Dollhouse (Amityville Dollhouse)                            | 2 de Outubro de 1996    | Steve White       | Joshua Michael Stern                       |
| Amityville Horror (The Amityville Horror)                              | 14 de Abril de 2005     | Andrew Douglas    | Scott Kosar                                |
| The Amityville Haunting                                                | 13 de Dezembro de 2011  | Geoff Meed        | Geoff Meed                                 |
| The Amityville Asylum                                                  | 3 de Junho de 2013      | Andrew Jones      | Andrew Jones                               |
| Amityville Death House                                                 | 24 de Fevereiro de 2015 | Mark Polonia      | John Oak Dalton                            |
| The Amityville Playhouse                                               | 13 de Abril de 2015     | John R. Walker    | John R. Walker                             |
| Amityville: The Awakening                                              | 2015                    | Franck Khalfoun   | Daniel Farrands e Casey La Scala           |

### Documentários
Depois da casa de Amityville também foram feitos vários documentários:
- Os Assassinos em Série, o episódio "o Assassino em Massa Ronnie DeFeo: O Horror em Amityville" (1995)
- Os mistérios da história, as histórias de "Amityville: Horror ou Hoax" (2000), e "Amityville: a perseguição" (2000)
- O Verdadeiro Horror Em Amityville (2005)
- Amityville: O Testamento Final (2010)
- Destruída a Esperança: A Verdadeira História dos Assassinatos de Amityville - Parte I: De Horror ao Homicídio (2011)
- Destruída a Esperança: A Verdadeira História dos Assassinatos de Amityville - Parte II: Mob, Mutilação, Assassinato (2012)
- Destruída a Esperança: A Verdadeira História dos Assassinatos de Amityville - Parte III: de Fraudes E Forense (de 2013
- O Meu Horror Em Amityville (2013)

## Livros
| Romanzo                                      | Anno | Scrittore                                            |
| -------------------------------------------- | ---- | ---------------------------------------------------- |
| Orrore ad Amityville (The Amityville Horror) | 1977 | Jay Anson                                            |
| Murder in Amityville                         | 1979 | Hans Holzer                                          |
| The Amityville Curse                         | 1981 | Hans Holzer                                          |
| High Hopes: The Amityville Murders           | 1981 | Gerard Sullivan e Harvey Aronson                     |
| The Amityville Horror Part II                | 1982 | John G. Jones                                        |
| Amityville 3-D                               | 1983 | Gordon McGill                                        |
| Amityville: The Final Chapter                | 1985 | John G. Jones                                        |
| The Secret of Amityville                     | 1985 | Hans Holzer                                          |
| Amityville Horror: Untold Stories            | 1985 | John G. Jones                                        |
| Amityville: The Evil Escapes                 | 1988 | John G. Jones                                        |
| Amityville: The Horror Returns               | 1989 | John G. Jones                                        |
| Amityville: The Nightmare Continues          | 1991 | Robin Karl                                           |
| The Amityville Horror Conspiracy             | 1995 | Stephen Kaplan e Roxanne Salch Kaplan                |
| The Night The DeFeos Died                    | 2002 | Ric Osuna                                            |
| Aquella casa maldita en Amityville           | 2006 | Carlos Cala                                          |
| Mentally Ill In Amityville                   | 2008 | Will Savive                                          |
| Amityville la leggenda                       | 2015 | Edoardo Favaron, Daniele Francardi e Samuele Zàccaro |